# 데드 스페이스 - 애프터매스
데드 스페이스 - 애프터매스(Dead Space: Aftermath)는 미국에서 제작된 마이크 디사 감독의 2011년 애니메이션, 공포, SF 영화이다. 리카르도 차비라 등이 주연으로 출연하였고 조 고예트 등이 제작에 참여하였다.

## 출연

### 주연
- 리카르도 차비라
- 요고 콘스탄틴

### 조연
- 커트 코넬리우스
- 샤롯 콘웰
- 매기 디사
- 마크 잉겔하트
- 에린 피츠제럴드
- H. 리처드 그린
- 제시 헤드
- 크리스토퍼 저지
- 크리스틴 라킨
- 그레이엄 맥타비쉬
- 캐리 월그렌
- 마크 윌슨
- 피터 우드워드

## 제작진
- 협력프로듀서: 짐 와이어트
- 애니메이션: 박성호